# Manuel Francisco Vélez
Manuel Francisco Vélez (ur. 17 września 1839 w Zacapa, zm. 26 marca 1901) – gwatemalski duchowny katolicki posługujący w Hondurasie, biskup diecezjalny Tegucigalpa 1887-1901.

## Życiorys
Święcenia kapłańskie otrzymał 28 marca 1864.
23 maja 1887 papież Pius IX mianował go biskupem diecezjalnym Tegucigalpa. 26 grudnia 1887 z rąk kardynała Lucido Maria Parocchi przyjął sakrę biskupią. Funkcję sprawował aż do swojej śmierci.
Zmarł 26 marca 1901. 